# Lluís Català i Serra
Lluís Català i Serra (Gandia ± 1855 - Gandia ± 1925) fou un impressor i escriptor valencià, famós per la seua obra "Cuadros populars" (1910).

## Biografia
Les escasses dades biogràfiques que conservem d'aquest autor provenen principalment de la investigació que sobre ell dugué a terme l'escriptor Joan M. Monjo. Segons Monjo, Català va nàixer a Gandia, en una data no concretable, i al si d'una família amb arrels a la població de Palmera. La primera data en què es troben dades sobre ell és 1881, quan es fa administrador del que fins eixe moment era l'únic periòdic de la ciutat, El Litoral. Es casà dues vegades: la primera el 1882 amb Manuela Moragues, de qui tingué dos fills, Lluís i Manuela; la segona, amb Aurora Moragues, germana de la seua dona anterior. D'aquest segon matrimoni, però, no tingué cap descendent.

Es dedicà des de ben jove a la impressió, ofici que va aprendre -segons sembla- a Barcelona, on mantingué un cert contacte amb els escriptors de la revista "La Renaixensa". Després de la seua experiència a El Litoral, muntà la seua impremta pròpia al número 38 del carrer Major de Gandia, on va editar obres pròpies i d'altres autors com el també conegut Antoni Roig i Civera. D'ideologia liberal i marcadament anticlerical, els familiars de Lluís Català el recorden com una persona "molt sorneguera, extremadament ocurrent i bromista". Pel que sembla, patí ja major un atac d'apoplegia que canvià el seu caràcter. Segons el testimoni del seu familiar Damià Català, arreplegat també per Joan M. Monjo: 
"El recorde, prou bé, assegut a una poltrona allà a la saleta que -si mal no recorde- hi havia a la mateixa entrada de la seua impremta. Li era molt, molt dificultós de parlar; la llengua se li embolicava i l'articulació de paraules se li feia en extrem dificultosa. amb això, tenia el plor fàcil i el desnugava sovint." 

## Obra: "Cuadros populars"
Amb excepció d'alguns pocs poemes esparsos, l'única obra que conservem de Lluís Català i Serra és "Cuadros populars", editat en la impremta de l'autor, a Gandia, l'any 1910. El llibre comença amb una breu disertació sobre ortografia en què Català subratlla el seu propòsit de seguir una ortografia vulgaritzant i acastellanada per a poder ser entés per les masses, que no tenien nocions d'ortografia "llemosina". Segueixen un total de nou narracions en vers, adscrivibles segons Monjo al gènere del costumisme, tot en una època en què aquest era ja un corrent obsolet: 
"Quan el 1910 Lluís Català publica els seus Quadros populars, és ja un anacronisme a molts nivells. O millor, és un anacronisme ell mateix, el seu producte cultural, dintre d'una cultura -la que es produeix al País Valencià- anacrònica."
Monjo destaca dins dels "Cuadros" dos temes fonamentals i vertebradors: les relacions amoroses i la crítica anticlerical, que en tot cas no és profunda i no arriba a afectar els dogmes ni l'essència mateixa de la religió. Les petites narracions de Català tenen totes elles un cert regust teatral: "Vull dir amb açò que, sense massa complicacions, podrien perfectament posar-se en escena." Segons Monjo, la causa d'aquesta peculiaritat podria raure en el fet que Català tenia un grup de teatre a Gandia, amb alguns coneguts, i en el fet que, com a editor i llibreter, no devia ser una persona en absolut aliena a l'ambient teatral de l'època, quan el sainet valencià era un gènere de gran èxit.